# Shannyn Sossamon
Shannon Marie Sossamon, mais conhecida como Shannyn Sossamon (Honolulu, 3 de outubro de 1978), é uma atriz estadunidense.

## Biografia
Shannyn cresceu em Reno, Nevada, mas se mudou para Los Angeles a fim de se tornar bailarina. Para pagar os estudos, atuava em comerciais de televisão e trabalhava como DJ em clubes noturnos. Em um desses clubes, durante a festa de aniversário de Gwyneth Paltrow, ela foi descoberta por um diretor de elenco.
Participou na série Wayward Pines.
Participou do seriado Moonlight como a vampira Coraline, antiga parceira do protagonista Mick St. John (Alex O’Loughlin). No passado após transformá-lo em vampiro e  oferecer uma garotinha para Mick e ela criá-la como filha, ele recusa-se, resgata a menina e acaba por abandonar Coraline. Atualmente , interpreta o personagem Pandora na  3ª temporada da série Sleepy Hollow do canal Fox.

## Filmográfia
| Ano  | Título                         | Título no Brasil            | Personagem                | Notas |
| ---- | ------------------------------ | --------------------------- | ------------------------- | ----- |
| 2001 | A Knight's Tale                | Coração de Cavaleiro        | Jocelyn                   |       |
| 2002 | 40 Days and 40 Nights          | 40 Dias e 40 Noites         | Erica Sutton              |       |
| 2002 | The Rules of Attraction        | Regras de atração           | Lauren Hynde              |       |
| 2003 | Wholey Moses                   | -                           | Max                       | curta |
| 2003 | The Order                      | Devorador de Pecados        | Mara Sinclair             |       |
| 2005 | Devour                         | Adoradores do Diabo         | Marisol                   |       |
| 2005 | Chasing Ghosts                 | Marcados para Morrer        | Taylor Spencer            |       |
| 2005 | I Hate You Leilani             | -                           | Jo                        | curta |
| 2005 | The Double                     | -                           | Melanie                   | curta |
| 2005 | Undiscovered                   | Encontro com o Acaso        | Josie                     |       |
| 2005 | Kiss Kiss Bang Bang            | Beijos e Tiros              | Garota de cabelo rosa     |       |
| 2006 | Wristcutters: A Love Story     | Paixão suicída              | Mikal                     |       |
| 2006 | The Holiday                    | O Amor não Tira Férias      | Maggie                    |       |
| 2007 | Catacombs                      | Catacumbas                  | Victoria                  |       |
| 2008 | One Missed Call                | Uma Chamada Perdida         | Beth Raymond              |       |
| 2009 | Life Is Hot in Cracktown       | -                           | Concetta                  |       |
| 2009 | Jerry                          | -                           | Nurse                     | curta |
| 2010 | Our Family Wedding             | Nossa União, Muita Confusão | Ashley McPhee             |       |
| 2010 | The Heavy                      | -                           | Claire                    |       |
| 2010 | Road to Nowhere                | Caminho para o Nada         | Laurel Graham Velma Duran |       |
| 2011 | The Day                        | 24 Horas para Sobreviver    | Shannon                   |       |
| 2011 | Fight for Your Right Revisited | -                           | Café Patron               | curta |
| 2012 | The End of Love                | O Fim do Amor               | Lydia                     |       |
| 2012 | The Cyclist                    | -                           | Girl                      | curta |
| 2013 | Desire                         | -                           | Melody                    | curta |
| 2015 | Sinister 2                     | A Entidade 2                | Courtney Collins          |       |

Sériados
| Ano       | Título                            | Personagem                          | Notas        |
| --------- | --------------------------------- | ----------------------------------- | ------------ |
| 1997      | Mr. Show                          | Fashion Model Girl Trophy Presenter | 3 episódios  |
| 2004      | Law & Order: Special Victims Unit | Myra Denning                        | 1 episódio   |
| 2007      | Dirt                              | Kira Klay                           | 5 episódios  |
| 2007–2008 | Moonlight                         | Coraline                            | 10 episódios |
| 2010      | How to Make It in America         | Gingy Wu                            | 8 episódios  |
| 2013      | Mistresses                        | Alex                                | 8 episódios  |
| 2014      | Over the Garden Wall              | Lorna (voz)                         | 1 episódio   |
| 2015–16   | Wayward Pines                     | Theresa Burke                       | 14 episódios |
| 2015–16   | Sleepy Hollow                     | Pandora                             | 18 episódios |